# کاویتا کریشنامورتی
کَویتا کریشنامورتی (به انگلیسی: Kavita Krishnamurthy) متولد ۲۵ ژانویه ۱۹۵۸، در دهلی نو، هند) خواننده‌ای مشهور سینمای هند است.
وی آموزش دیدهٔ موسیقی کلاسیک بوده‌است که آهنگ‌های متنوعی کلاسیک را خوانده است. او دریافت‌کننده چهار جایزه بهترین خوانندهٔ زن می‌باشد. کویتا کریشنامورتی آموزش موسیقی را از زمان کودکی اش در رشتهٔ موسیقی سنتی هندوستانی آغاز کرد و در سن هشت سالگی در یک رقابت موسیقی موفق به کسب مدال طلا شد. او تا اکنون مدال‌ها و جوایز زیادی را به دست آورده است.